# Vautour (buque de 1797)
La Vautour era un buque corsario francés lanzado en 1797 en Nantes que hizo tres viajes de corso. La Marina Real la capturó en 1800 durante su cuarto crucero frente a las costas de Portugal. Propietarios privados la adquirieron antes de 1801 , empleándolo como el ballenero Vulture (Buitre, en inglés vautour ) en el mar de sur en la pesca de ballenas entre 1801 y 1809. Un corsario español la capturó en 1809.

## Corsario francés
Vautour era una corbeta con cubierta de cobre que Jacques François encargó en diciembre de 1797. A continuación, realizó un crucero entre diciembre de 1797 a mayo de 1798. Su segundo crucero fue bajo el comando de Joachim Barbier desde enero de 1799 hasta febrero de 1799, y el tercero a partir de marzo hasta mayo de 1799 bajo el comando de Jacques Moreau . Su último viaje tuvo lugar bajo Mathurin (?) Leroy, hasta su captura.
Al amanecer el 1800 , el HMS Apollo  avistó un buque el que procedió a tratar de evadir un examen más detenido. Después de una breve persecución Apolo recapturó la Lady Harwood , que había sido parte del convoy que el Apolo escoltaba, pero que había conseguido separarse el 1 de enero al inicio de vendaval. El 13 de enero , el Vautour , de 20 cañones, la había capturado.

## Primera Captura
En 11 a. m. el 15 de enero de 1800, la fragata HMS Caroline estaba en 37°45′N 13°8′O / 37.750, -13.133 cuando avistó una extraña nave a la que valía la pena hacer un examen más detenido ya que el buque se dirigía hacia el bergantín Flora , de Londres, y otro barco. Como el Caroline no llegó a la escena para ganar como premio a la embarcación francesa; como lo fue, procedieron por sus medios. [5]
Caroline dio la persecución y al 20:00 era capaz de llegar junto a su cantera, que de inmediato golpeó sin disparar un tiro. La cantera era Buitre , un corsario de Nantes, fuera 38 días. Ella fue traspasado por 22 armas de fuego, y se llevó cuatro cañones de 12 libras, dos 36 libras carroñadas (probablemente obusier de vaisseau , y dieciséis cañones de 6 libras, dos de los cuales se había tirado por la borda para aligerar ella durante la persecución. Tenía una tripulación en la captura de 137 hombres bajo el mando del ciudadano Bazill agosto Ene Laray. sus captores la describen como "un Sailer notablemente rápido".

## Ballenero británico
El Vulture (Buitre) aparece por primera vez en el registro de Lloyd de 1801, en el que el suplemento la describe como una nave con cubierta de cobre obtenida de premio francés, y su propietario como Mather & Co.
Su primer capitán de Mather & Co. fue Henry Glasspoole (o Glaspoole, o Glaspool). En ese momento ella estaba valorado en 8.000 £.) El Vulture salió de Gran Bretaña el 25 de octubre de 1802, con destino a Chile. Debido a Glasspoole había dejado antes de la reanudación de la guerra con Francia y se emitió una patente de corso el 27 de agosto de 1803, por lo tanto, en ausencia .  (Aunque Registro de Lloyd (1803 y 1804) da a su propietario como Mather & Co. y su comercio como Pesca en los mares del sur; No describe ningún armamento)
El Vulture informó que "todo estaba bien" en Chile en marzo de 1804, y en Santa Elena el 9 de julio de 1804. Dejó Sta. Helena hacia Gran Bretaña en convoy con los barcos Indiaman Calcutta, City of London, Ceylon, Prince of Wales, , el Wyndham, el barco mercante Rolla, que transportaba un cargamento de China para la British East India Company , y Lively, otro ballenero mares del sur.  Su escolta fue el  HMS Courageaux. En el camino de la caravana se encontró con mal tiempo, con el resultado de que el Príncipe de Gales se hundió con la pérdida de todos a bordo; esto había sido su viaje inaugural. El Vulture regresó a Gran Bretaña el 14 de octubre de 1804 con 320 barriles de petróleo.
Thomas Folger sustituye Glasspoole en 1804. Folger era un estadounidense de Nantucket. Recibió una patente de corso con fecha 6 de diciembre de 1804 . Zarpó el 26 de diciembre de 1804, con destino a las Islas Galápagos.
En 1805, estaba a la cuadra de Lima cuando se encontró con un barco español navegando allí desde Concepción, Chile . El buque español tenía un armamento comparable al del Vulture y una acción de un solo buque se produjo. El Vulture se impuso y Folger puso una tripulación especial de seis hombres a bordo del buque español, dejando también dos ingleses que habían estado a bordo , así como el contramaestre y dos marinos españoles, e instruir a los hombres para navegar a Santa Elena. Unos días más tarde, los españoles lograron apoderarse del buque, asesinando a todos menos dos de los ingleses, uno de los cuales era el único hombre en el buque que sabía algo de la navegación. Unas semanas más tarde, los dos ingleses mataron a los tres españoles. Los ingleses naufragaron el buque español encallándolo cuando trataban de entrar en el puerto de Isla Mocha.
Cyrus informó el 8 de agosto de 1805 que el Vulture había reunido 500 barriles de aceite. Se informó próxima a las islas Galápagos el 11 de septiembre de 1805. A partir de ahí ella y la Elizabeth visitaron Nueva Zelanda. 
El 22 de julio de 1806 Buitre llegó a Puerto Jackson , desde "Inglaterra". Dejó Port Jackson hacia las "Pescaderias" en septiembre. El Vulture volvió a Gran Bretaña el 2 de julio de 1807 con 320 barricas de aceite.
En el volumen del Lloyds Register de 1808 , Folger sigue siendo empleado de Master, pero una entrada más tarde ese mismo año da al Vulture de MAster como Christie. También hay una modificación en su armamento con dos cañones de 6 libras para sustituir a las dos 9 libras. Esta descripción más tarde se traslada a 1809 Registro de Lloyd .

## Segunda captura
El Vulture salió de Gran Bretaña el 11 de abril de 1808 bajo el mando de José Christie, con destino al Océano Pacífico. Sin embargo, en octubre de 1808, cerca de Valparaíso , el corsario español Cantabria capturó el Scorpion y el Vulture.